# نيريوس

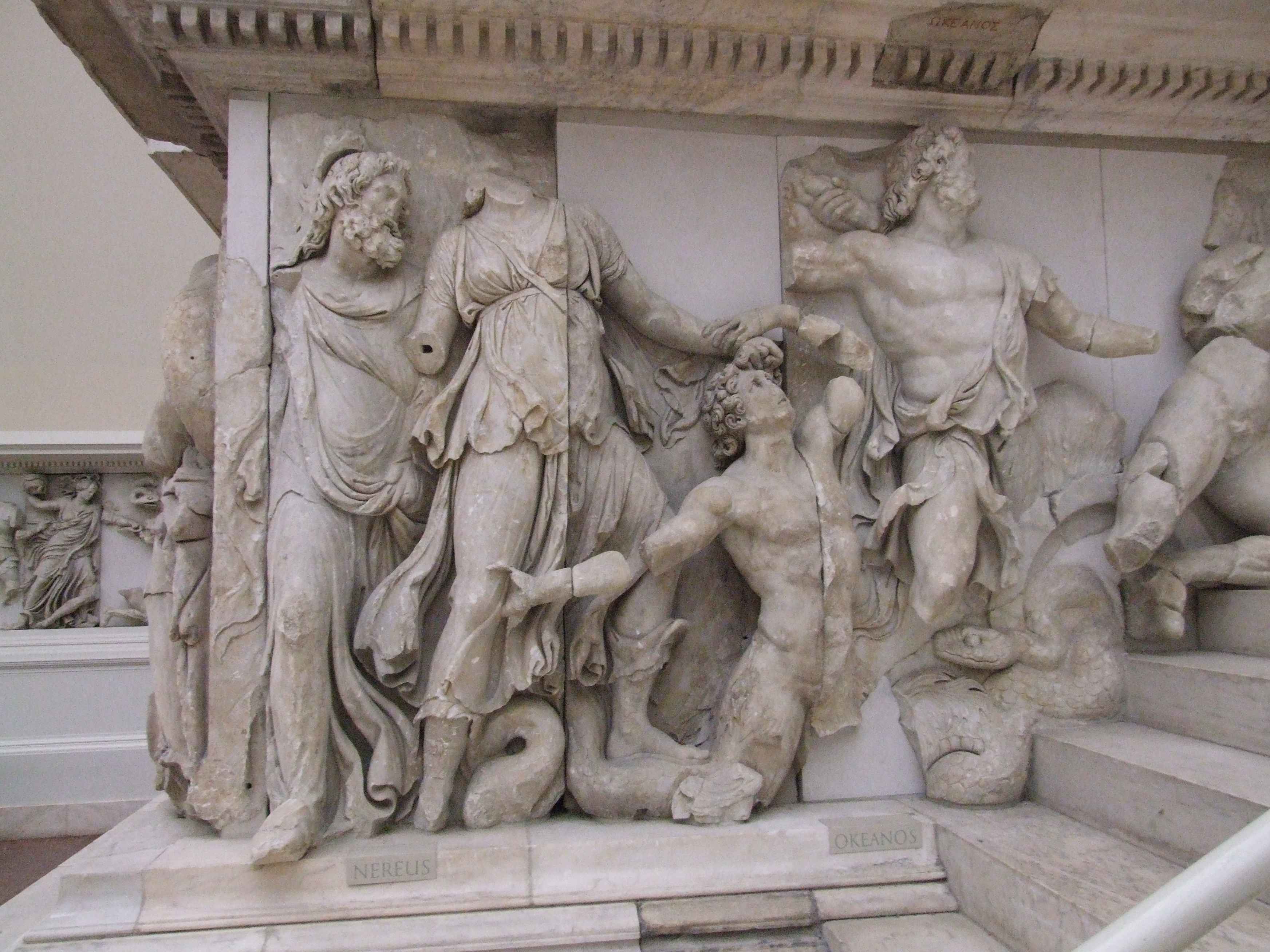
نيريوس على إفريز في مذبح بيرغاموم (برلين)

نيريوس (باليونانية: Νηρεύς)‏، في الأساطير اليونانية، وهو الابن الأكبر لبونتوس (البحر) وغايا (الأرض)، وهو والد النيريات الخمسين اللاتي نسبن إليه. وهو يظهر كشيخ محسن وموقر من البحر، وهو رجل حكيم ومتنبئ ماهر، ولكنه كان مثل بروتيوس، لا يكشف ما يعرفه إلا تحت الإكراه. وهكذا قبض عليه هرقل أثناء نومه، وعلى الرغم من أنه حاول الفرار بالتشكل بأشكال مختلفة، فقد اجبره على الكشف عن مكان تفاحات هيسبيريديس. وكان مسكنه المفضل هو كهف في أعماق بحر إيجة. بنات نيريوس الخمسين، ويسمين النيريد، هن تجسيد للبحر الهادئ. ومنهن ثيتيس، وأمفيتريت التي تحكم البحر وفقا لأساطير مختلفة؛ غالاتيا هي شخصية صقلية تتلاعب بعشيقها على الشاطئ وهو بوليفيموس وتوهمه. ويمثل نيريوس مع صولجان وترايدنت، هي صورة Nereids كما عوانس رشيقة، يرتدون ملابس خفيفة أو المجردة، ويركب على تريتون والدلافين.

### أخرى
- تحوي هذه المقالة معلومات مترجمة من الطبعة الحادية عشرة لدائرة المعارف البريطانية لسنة 1911 وهي الآن ضمن الملكية العامة.